# Josefina Costa
Josefina Dias Ferreira Costa, mais conhecida como Josefina Costa (São Raimundo Nonato, 22 de abril de 1928 – São João do Piauí, 24 de maio de 2025) foi uma professora e política brasileira, reconhecida por ser a primeira mulher eleita deputada estadual pelo Piauí e uma das primeiras no Brasil.

## Dados biográficos

### Vida e carreira política
Nascida em São Raimundo Nonato, Josefina Costa iniciou sua carreira como professora antes de ingressar na política. Casou-se com Raimundo Vaz da Costa Neto, farmacêutico e político que elegeu-se deputado estadual pelo Piauí em 1950, 1954, 1958 e 1966.
Em 1970, foi eleita deputada estadual pela Aliança Renovadora Nacional (ARENA), obtendo 6.335 votos. Pouco depois, integrou a mesa diretora da Assembleia Legislativa do Piauí como quarta secretária, sendo a primeira mulher a ocupar essa posição. Após concluir seu mandato, deixou a vida política a pedido do marido. Sua última aparição pública aconteceu em 2017, ao realizar seu recadastramento biométrico.

### Legado
Josefina Costa é lembrada como uma pioneira na política piauiense e brasileira, representando um marco na participação feminina na política. Em reconhecimento à sua contribuição, a Assembleia Legislativa do Piauí decretou luto oficial de três dias após seu falecimento, em 24 de maio de 2025.

### Família
Josefina era cunhada dos políticos José Francisco Paes Landim, Luiz Gonzaga Paes Landim, Paulo Henrique Paes Landim, Murilo Paes Landim e Amparo Paes Landim.